# Камаридзе, Этери Георгиевна
Этери Георгиевна Камаридзе (1919 год, село Шрома, Сигнахский уезд, Тифлисская губерния, Российская империя — дата смерти неизвестна, село Шрома, Лагодехский район, Грузинская ССР) — звеньевая колхоза «Шрома» Лагодехского района, Грузинская ССР. Герой Социалистического Труда (1948).

## Биография
Родилась в 1919 году в крестьянской семье в селе Шрома Сигнахского уезда (сегодня — Лагодехский муниципалитет). Окончила местную сельскую школу. Трудилась в частном сельском хозяйстве. Во время коллективизации вступила в колхоз «Шрома» Лагодехского района, председателем которого был Эраст Георгиевич Самаргвелиани. В послевоенное время возглавляла табаководческое звено.
В 1947 году звено под её руководством собрало с каждого гектара в среднем по 25,85 центнеров табачного листа с участка площадью 8,12 гектаров. Указом Президиума Верховного Совета СССР от 21 февраля 1948 года удостоена звания Героя Социалистического Труда за «получение высоких урожаев чайного листа и табака в 1947 году» с вручением ордена Ленина и золотой медали «Серп и Молот».
Этим же Указом звание Героя Социалистического Труда получили труженики колхоза бригадир Сергей Алексеевич Блиадзе, звеньевые Вахтанг Николаевич Гоголадзе, Тит Алексеевич Бутлиашвили и Иосиф Георгиевич Шихашвили.
За выдающиеся трудовые достижения в последующие два года была награждена двумя Орденами Ленина. Неоднократно участвовала во Всесоюзной выставке ВСХВ.
В 1979 году вышла на пенсию. Персональный пенсионер союзного значения. Проживала в родном селе Шрома Лагодехского района. Дата смерти не установлена.
Награды
- Герой Социалистического Труда
- Орден Ленина — трижды (1948; 03.05.1949; 03.07.1950)